# Tagtsepa
Tagtsepa Lhagyal Rabten (17e eeuw - Lhasa, 1720) was regent van Tibet tijdens het Tibetaans bestuur onder de heerschappij van de Dzjoengaren van 1717 tot 1720. Hij droeg de titel Sakyong (sa skyong) dat beschermer van de aarde betekent. Na de intocht van de troepen van de Chinese keizer Kangxi werd hij door de Chinese militairen onthoofd.

## Historische achtergrond
De inval van de Dzjoengaren in Tibet vond plaats tegen de achtergrond van de kolonisatie van Centraal-Azië door de Mantsjoe-Chinese Qing-dynastie, waartegen Dzjoengaren onder leiding van Galdan, Tsewang Rabtan en Galdan Tsereng gedurende bijna een eeuw krijgshaftig verzet boden.
De Dzjoengaren hadden zich in het begin van de 17e eeuw tot het Tibetaans boeddhisme bekeerd en hadden sindsdien een nauwe religieuze band met de gelugorde en de dalai lama. De verovering van Tibet in 1717 was in de eerste plaats bedoeld om de politieke en religieuze machtsbasis van Dzjoengarije uit te breiden, vooral ook omdat de overplaatsing van de zevende dalai lama naar Lhasa gepland was. Een ander oogmerk was de onderwerping van de Khoshut-Mongolen, die met hun vorst Lhabzang Khan de heerschappij in Tibet in handen hadden.

## Tagtsepa's rol bij de verovering van Tibet door de Dzjoengaren
Tagtsepa stamde uit een Tibetaanse adellijke familie uit het district Tagtse ten oosten van Lhasa. Om deze reden droeg hij ook de titel Tagtsene (stag rtse nas; degene uit Tagtse). Hij diende bij de Tibetaanse overheid voor en na de machtsovername door Lhabzang Khan en werd beschreven als een mollig persoon met een bleek gezicht en tandenloze mond die onduidelijk en hakkelend sprak.
Hij behoorde tot de fractie van de Tibetaanse adel die zich tegen Lhabzang Khan had opgesteld en contacten onderhield met de Dzjoengaren, evenals de drie grote kloosterorganisaties Sera, Drepung en Ganden.
Historisch gezien kwam Tagtsepa in beeld toen Tsewang Rabtans commandant Tsering Dondok verrassend met 6000 man over de noordwest-route in Tibet aankwam. Tagtsepa behoorde namelijk tot de verraders die de verdedigingslinies van Lhabzang Khan aan de Dzjoengaren doorgaven en daarmee hun oprukken begunstigden.
In de Tibetaanse geschiedenis gegrift is zijn verraad van prins Surja en andere leden van de oude regering van historisch Tibet, die na de dood van Lhabzang Khan uit het Potala vluchtten en in zijn huis in Tagtse onderdak kregen. Tagtsepa leverde ze vervolgens zonder mededogen uit aan de Dzjoengaren.

## Deelname aan de regering
Tagtsepa werd door de Dzjoengaren als leider van de nieuwe Tibetaanse regering aangesteld. De werkelijke macht lag echter voortaan in handen van de Dzjoengaarse commandant Tsering Dondok, die de Tibetaanse ministers van de nieuwe regering slechts als boegbeelden gebruikte. De Dzjoengaren vestigden een schrikbewind met als doel Tibet te plunderen. Hun pogingen de schatten van Tibet naar Dzjoengarije over te brengen liepen door Tibetaans verzet echter grotendeels spaak.
Ondanks het schrikbewind van de Dzjoengaren maakte Tagtsepa zich niettemin tot op zekere hoogte sterk voor zijn Tibetaanse landgenoten. Zo redde hij Pholhanas het leven.

## Intocht van het Chinese leger
Voor het machtstreven van de Chinezen vormde de groeiende macht van de Dzjoengaren in Tibet een ernstige bedreiging. Een in 1718 uitgezonden Chinese eenheid van 7000 man werd door de Dzjoengaren verslagen. Met de opmars daarna van een groot keizerlijk leger in 1720 vluchtten de Dzjoengaren weg uit Tibet.

## Terechtstelling
In de voorste gelederen van de hoogwaardigheidsbekleders die de aankomende Chinese troepen en de zevende dalai lama begroetten, bevond zich merkwaardig genoeg Tagtsepa. Hij reed bijna voorop in de processie die de dalai lama met grote praal naar de heilige stad Lhasa begeleidde.
Kort daarna lieten de Chinezen hem arresteren. Hoewel Pholhanas en ook Sönam Dargye, de vader van de dalai lama, er bij de Chinezen op aandrongen om zijn leven te sparen, werd Tagtsepa in een openbare executieceremonie naar de oever van de Kyichu gebracht en daar door de Chinese aanvoerders in het openbaar onthoofd.